# 東京賢治シュタイナー学校
NPO法人東京賢治シュタイナー学校（東京賢治の学校）は、東京都立川市にあるシュタイナー学校である。
日本に7校あるシュタイナー学校の1つであり、学校法人ではなく、NPO法人として独自の教育を行っている。

## 沿革
（この節の出典）
- 1994年に鳥山敏子によって賢治の学校が創設
- 1999年に立川市に移転し全日制の小学部が開校
- 2003年に自由ヴァルドルフ連盟よりシュタイナー学校として認定
- 2004年に現校舎に移転
- 2005年に高等部が開設され幼小中高一貫教育が始まる
- 2011年にユネスコスクール認定
- 2019年に企業主導型保育事業施設「つめくさ保育園」開園

## 特色
（この節の出典）
『自由への教育』を掲げ、知育偏重ではない子どもの心、体、精神を含めた全人教育を目指している。
・毎朝1時限目の105分間を国語、算数（数学）、理科、社会などの科目のうちどれか一つの学習に充てる『エポック授業』としている。エポック授業では、3週間ほど特定科目を継続して学習し、しばらく期間を置いて以前学習した部分のつづきを学習する。　
・外国語（英語、ドイツ語）音楽、体育、オイリュトミー、手仕事、木工、美術、園芸などの専科の教育が行われている。
・オイリュトミー、手の仕事（手芸）、工芸、水彩画、フォルメン、音楽など、芸術系の科目に重点をおいた教育が行われている。
・隣接する多摩川の河原など自然の中での活動も行っている。校外学習も盛んに行っており、海外のシュタイナー学校との交換留学も可能である　　　　　　　　　　　　　　　　　　　　　

## その他
- 教育上の分類を1年生から8年生までの小中学部と、9年生から12年生までの高等部に分類している。[11][12]
- 学校法人ではないため国などからの支援はなく、学費と寄付などのみで運営されている。　[13]
- 付属の幼児部「たんぽぽこどもの園」と系列の企業主導型保育事業施設「つめくさ保育園」がある。[14]　([15]）